# Liste der Wappen im Kreis Siegen-Wittgenstein
Diese Liste beinhaltet alle in der Wikipedia gelisteten Wappen des Kreises Siegen-Wittgenstein in Nordrhein-Westfalen, inklusive historischer Wappen. Alle Städte, Gemeinden und Kreise in Nordrhein-Westfalen führen ein Wappen. Sie sind über die Navigationsleiste am Ende der Seite erreichbar.

## Kreis Siegen-Wittgenstein

Wappen des Kreises Siegen-Wittgenstein
Der Kreis Siegen-Wittgenstein in Nordrhein-Westfalen

## Wappen der Städte und Gemeinden

Stadt Bad Berleburg
Stadt Bad Laasphe
Gemeinde Burbach
Gemeinde Erndtebrück
Stadt Freudenberg
Stadt Hilchenbach
Stadt Kreuztal
Stadt Netphen
Gemeinde Neunkirchen
Kreisstadt Siegen
Gemeinde Wilnsdorf

- Stadt
Bad Berleburg[1]
- Stadt
Bad Laasphe[2]
- Gemeinde
Burbach[3]
- Gemeinde
Erndtebrück[4]
- Stadt
Freudenberg[5]
- Stadt
Hilchenbach[6]
- Stadt
Kreuztal[7]
- Stadt
Netphen[8]
- Gemeinde
Neunkirchen[9]
- Kreisstadt
Siegen[10]
- Gemeinde
Wilnsdorf[11]

## Historische Wappen

Kreis Siegen-Wittgenstein (1987–1999)
Kreis Siegen (1938–1987)
Kreis Wittgenstein (1966–1974)
Amt Berleburg (1938–1974)
Amt Burbach (1937–1968)
Amt Freudenberg (1937–1968)
Amt Eiserfeld (1937–1966)
Amt Ferndorf (1937–1968)
Amt Keppel (1937–1968)
Amt Netphen (1937–1968)
Amt Weidenau (1937–1966)
Gemeinde Bockenbach (1939–1960)
Gemeinde Buchen (1939–1966)
Gemeinde Burgholdinghausen (1939–1968)
Gemeinde Buschhütten (1939–1968)
Gemeinde Eichen (1939–1962)
Gemeinde Eichen mit Bockenbach und Stendenbach (1962–1968)
Stadt Eiserfeld (1939–1967)
Stadt Eiserfeld (1967–1974)
Gemeinde Eisern (1949–1966)
Gemeinde Fellinghausen (1939–1968)
Gemeinde Ferndorf (1939–1968)
Gemeinde Feudingen (1968–1974)
Gemeinde Gosenbach (1956–1966)
Gemeinde Hainchen (1955–1968)
Stadt Hüttental (1966–1974)
Gemeinde Kaan-Marienborn (1965–1966)
Gemeinde bis 1963 Klafeld, Geisweid (1952–1966)
Gemeinde Kredenbach (1939–1968)
Gemeinde Krombach (1939–1968)
Gemeinde Littfeld (1939–1968)
Gemeinde Niederschelden (1957–1966)
Gemeinde Osthelden (1939–1968)
Gemeinde Stendenbach (1939–1960)
Gemeinde Walpersdorf (1959–1968)
Stadt (Stadtrechte 1955) Weidenau (1939–1966)
Gemeinde Wilnsdorf (1939–1968)

## Blasonierungenund Anmerkungen
1. ↑  Bad Berleburg: „Geteilt, oben gespalten; vorne in Rot ein linksgewendeter, herschauender, doppelschwänziger, blau bewehrter goldner (gelber) Löwe, hinten in Silber (Weiß) zwei schwarze Pfähle; unten in Silber (Weiß) ein nach links laufender, rot bewehrter schwarzer Bär.“
 (§ 2 Absatz 1 der Hauptsatzung der Stadt Bad Berleburg, genehmigt durch den RP Arnsberg am 25. Juni 1976.)
2. ↑  Bad Laasphe: „In Schwarz eine silberne (weiße) Stadtmauer mit offenem Torturm, überragt von zwei silbernen (weißen) Zinnentürmen, zwischen denen ein silberner (weißer) mit zwei schwarzen Pfählen belegter Schild schwebt.“
 (§ 2 Absatz 1 der Hauptsatzung der Stadt Bad Laasphe (Seite nicht mehr abrufbar, festgestellt im April 2019. Suche in Webarchiven)  Info: Der Link wurde automatisch als defekt markiert. Bitte prüfe den Link gemäß Anleitung und entferne dann diesen Hinweis. (PDF; 163 kB), genehmigt durch den RP Arnsberg am 16. Januar 1976.)
3. ↑  Burbach: „Das Wapen ist von Blau zu Gold (Gelb) gespalten. Vorne ein aufgerichteter doppelschwänziger, rotbewehrter goldener (gelber) Löwe in mit sechs goldenen (gelben) Schindeln bestreutem Felde; hinten drei pfahlweise gestellte schwarze Rauten.“
 (§ 2 Absatz 1 der Hauptsatzung der Gemeinde Burbach, genehmigt durch den RP Arnsberg am 20. Juli 1970.)
4. ↑  Erndtebrück: „Von Blau und Silber (Weiß) geteilt, oben eine goldene (gelbe) Holzbrücke mit zwei gemauerten goldenen (gelben) Pfeilern, unten zwei schwarze Pfähle.“
 (§ 2 Absatz 1 der Hauptsatzung der Gemeinde Erndtebrück (Memento des Originals vom 4. März 2016 im Internet Archive)  Info: Der Archivlink wurde automatisch eingesetzt und noch nicht geprüft. Bitte prüfe Original- und Archivlink gemäß Anleitung und entferne dann diesen Hinweis., genehmigt durch den RP Arnsberg am 25. März 1976.)
5. ↑  Freudenberg: „Das Wappen zeigt auf blauem Grund ein gold(-gelb)farbenes Stadttor.“
 (§ 2 Absatz 1 der Hauptsatzung der Stadt Freudenberg, genehmigt durch den RP Arnsberg am 23. März 1970.)
6. ↑  Hilchenbach: „Das Wappen der Stadt Hilchenbach zeigt im blauen Wappenschild einen gelben (goldenen) Wolf.“
 (§ 2 Absatz 2 der Hauptsatzung der Stadt Hilchenbach (Memento des Originals vom 2. April 2016 im Internet Archive)  Info: Der Archivlink wurde automatisch eingesetzt und noch nicht geprüft. Bitte prüfe Original- und Archivlink gemäß Anleitung und entferne dann diesen Hinweis., genehmigt durch den RP Arnsberg am 13. April 1970.)
7. ↑  Kreuztal: „In Gold ein blaues Hifthorn und im unteren Teil ein Schragen in verwechselter Tinktur.“
 (§ 2 der Hauptsatzung der Stadt Kreuztal (Memento des Originals vom 27. September 2013 im Internet Archive)  Info: Der Archivlink wurde automatisch eingesetzt und noch nicht geprüft. Bitte prüfe Original- und Archivlink gemäß Anleitung und entferne dann diesen Hinweis. (PDF; 60 kB), genehmigt durch den RP Arnsberg am 12. November 1970.)
8. ↑  Netphen: „Der von blau zu gold (gelb) im Verhältnis 1:2 geteilte Schild zeigt im oberen Feld hervorbrechend einen goldenen, rotbewehrten, von 7 goldenen Schindeln begleiteten, nassauischen Löwen, im unteren einen springenden schwarzen Keiler.“
 (§ 2 Absatz 2 der Hauptsatzung der Stadt Netphen (Seite nicht mehr abrufbar, festgestellt im April 2019. Suche in Webarchiven)  Info: Der Link wurde automatisch als defekt markiert. Bitte prüfe den Link gemäß Anleitung und entferne dann diesen Hinweis., genehmigt durch den RP Arnsberg am 8. März 1974.)
9. ↑  Neunkirchen: „Das Wappen zeigt drei rechtsschräge, balkenweis gestellte schwarze Rauten in goldenem (gelbem) Felde.“
 (§ 2 Absatz 1 der Hauptsatzung der Gemeinde Neunkirchen (Seite nicht mehr abrufbar, festgestellt im April 2019. Suche in Webarchiven)  Info: Der Link wurde automatisch als defekt markiert. Bitte prüfe den Link gemäß Anleitung und entferne dann diesen Hinweis., genehmigt durch den RP Arnsberg am 28. Oktober 1969.)
10. ↑  Siegen: „In Weiß (Silber) eine rote Zinnenmauer mit offenem, von zwei niedrigen Türmen flankiertem Tor, darüber wachsend ein Erzbischof in blauem Ornat, blauer Mitra und weißem (silbernem) Pallium, in der Rechten einen Stab mit gelber (goldener) Krümme, in der Linken ein offenes Buch; im Torbogen ein blauer Schild, belegt mit einem gelben (goldenen) rotbewehrten Löwen.“
 (§ 3 Absatz 1 der Hauptsatzung der Stadt Siegen (Seite nicht mehr abrufbar, festgestellt im April 2019. Suche in Webarchiven)  Info: Der Link wurde automatisch als defekt markiert. Bitte prüfe den Link gemäß Anleitung und entferne dann diesen Hinweis., genehmigt durch den RP Arnsberg am 20. August 1975.)
11. ↑  Wilnsdorf: „Der Schild des Wappens ist von Silber und Schwarz viermal gespalten und einmal geteilt; das Schildhaupt zeigt in Blau den goldenen, hervorbrechenden, von sieben goldenen Schindeln begleiteten nassauischen Löwen.“
 (§ 2 Absatz 1 der Hauptsatzung der Gemeinde Wilnsdorf (Memento des Originals vom 28. März 2019 im Internet Archive)  Info: Der Archivlink wurde automatisch eingesetzt und noch nicht geprüft. Bitte prüfe Original- und Archivlink gemäß Anleitung und entferne dann diesen Hinweis., genehmigt durch den RP Arnsberg am 2. Juli 1970.)